# Дмитрий Мережковски
Дмитрий Мережковски  (на руски: Дмитрий Сергеевич Мережковский), роден в Санкт Петербург на 2 август 1865 г. (14 август 1865 нов стил) , починал в Париж на 9 декември 1941 г., е руски писател и литературен критик.
Автор е главно на исторически романи и е сред най-четените и известни писатели от началото на 20 век.
Приятел на Николай Бердяев и близък до социалистите-революционери, той се надява да примири Иисус Христос и революцията, за да превърне религията в душа на социализма. Трилогията му Христос и Антихристът (1905 г.) му носи световна слава. Бягайки от болшевишкия терор, той се премества в Париж през 1921 г., където остава до края на живота си.
Съпругата му Зинаида Гипиус, която споделя неговите мнения, е наричана от Лев Троцки „вещицата“. Подобно на съпруга си, тя приветства падането на имперския режим, преди да намрази до дъното на душата си болшевиките, както свидетелстват нейните „Петербургски дневници 1914 – 1919“. Тримата, заедно с Дмитрий Философов, пишат есета по политическа философия.

## Биография

### Детство и юношество
Дмитрий Мережковски е роден в семейството на дребен благородник, чийто дядо – родом от Малорусия – пристига в Санкт Петербург за да служи в Измайловския полк по време на царуването на Петър I. Баща му Сергей Иванович Мережковски (1823 – 1908) е държавен служител и прави кариера в администрацията на провинция Оренбург, а след това при великия маршал на съда граф Чувалов. Пенсионира се през 1881 г. с чин секретар-съветник. Неговата майка, по баща Варвара Василиевна Чеснокова, е била изключително красива жена и дъщеря на шефа на канцеларията на директора на полицията в Санкт Петербург.
Дмитрий Мережковски прекарва детството си в стара къща на ъгъла на Фонтанка и Нева, срещу Лятната градина, а понякога прекарва летните ваканции в семейното имение в Крим, близо до Ялта. Той има петима братя и три сестри. Отгледан е от стара руска бавачка, която му разказа за живота на светците и стари руски приказки, които дълбоко му повлияват, и от немска гувернантка – икономка в дома им. Баща му изглежда далечен и егоистичен, но подобно на сина си по-късно, се интересува от история. Централна фигура в семейството е майката, която е по-достъпна и близка до духовните и интелектуални интереси на нейния син, които той проявява твърде рано. Детето изпитва самота и въпреки че в ранната му младост отношенията между братята и сестрите са топли, връзките им отслабват с годините, защото останалите деца не споделят стремежите на Дмитрий.
Дмитрий Мережковски започва обучението си в Третата класическа гимназия през 1876 г. В своята Автобиография, той си спомня преди всичко атмосферата на смъртна скука, зубрене и дисциплина, която царува там и споменава единствено учителят си по латински, Кеслър, за неговата доброта. Той пише първите си стихотворения на тринадесет години, подражавайки на поемата Бахчисарайски фонтан от Александър Пушкин. В гимназията е привлечен от комедиите на Молиер, около чиито произведения създава литературен кръг. Баща му започва да се интересува от неговите литературните вкусове през юношеските му години. След пенсионирането на бащата, през 1881 г. семейството се премества на ул. „Знаменская“ 33.

### Творчество
Дмитрий Мережковски дебютира с песимистични поеми. През 1893 г. публикува известния манифест на руския символизъм „Причини за упадъка и нови тенденции в съвременната руска литература“ в който твърдо се обявява против реализма на шейсетте години. Запален по въпроса за борбата на християнството срещу езичеството, той му посвещава трилогия за древния Египет: „Раждането на боговете“ разказва за Тутанкамон, наследник на короната, в Крит. Централни герои на следващия му роман „Ехнатон радост на слънцето“, са фараонът-реформатор Ехнатон, който е основател на монотеистичната религия, и танцьорката Дио, „перлата на Южните морета“, която следва Тутанкамон при завръщането му от Крит и става любовница на фараона. Третият роман, „Сянката на онзи, който идва“, описва падането на Ехнатон предизвикано от привържениците на Амон, които отказват тази своеобразна религиозна революция. Тази дълбоко мистична трилогия пресъздава автентичния образ на Древен Египет, далеч от шаблона на множеството романи посветени от тогава на същата тема.
Втората трилогия, „Христос и антихристът“ (1895 – 1904), включва „Смъртта на боговете“ в която оживява противоречивата фигура на император Юлиан, наречен „вероотстъпник“ от християните, докато всъщност той никога не приема новата религия в която по принуда се е преструвал, че вярва. Този роман пресъздава по забележителен начин живота на Юлиан, атмосферата на градовете и лагерите в които живеят римските легиони. Втората книга, „Възкресението на боговете“, разказва за бурния живот на Леонардо да Винчи. Романът впечатлява Зигмунд Фройд, който споменава един пасаж от романа на Мережковски, свързан със „спомен от детството“ на Леонардо да Винчи („Лежах в люлката си, когато една граблива каня се приближи до мен, разтвори устните ми и няколко пъти пъхна перата си между тях като знак, че през целия си живот ще се грижа за крилата ѝ ... ”) в собствения си труд: „Спомен от детството на Леонардо да Винчи“, публикуван през 1910 г. Третият том, „Антихристът“, пресъздава трагичния спор между Петър Велики и неговия син Алексис, когото царят осъжда на смърт. Тези романи носят на Мережковски голяма известност между двете световни войни.
Умира в Париж през 1941 г. и е погребан в Париж на руското гробище на руското гробище Сент-Женевиев-де-Буа (фр. cimetière communal de Sainte-Geneviève-des-Bois).

## Произведения
Дмитрий Мережковски е известен предимно с историческите си романи
- Le mystère d'Alexandre Шаблон:Ier, Calmann-Lévy, 1922
- Pierre et Alexis 1902 – traduction de Georges Globa in Saint-Pétersbourg – Omnibus 1995.
- Le Roman de Léonard de Vinci (La Résurrection des dieux), Perrin Et Cie, 1926
- L'Âme de Dostoïevski, Gallimard
- Compagnons éternels, Gallimard, 1930
- Éternels compagnons de route. Lermontov, Dostoïevsky, Gontcharov, Maïkov, Tiouttchev, Pouchkine, Albin Michel, 1949
- Le Mufle-roi (L'Avènement de Cham), Gallimard
- Sur le chemin d'Emmaüs, Gallimard
- Le Règne de l'Antéchrist, Gallimard, 1938
- Théâtre tragique, Gallimard
- Dante, traduction de Jean Chuzeville, Albin Michel, 1940
- Julien l'apostat (La Mort des dieux), traduction de Henri Mongault, Gallimard, 1957
- Quatorze décembre, traduction de Michel Dumesnil de Gramont, Gallimard 1961
- L'Antéchrist, Pierre et Alexis, Gallimard
- Gogol et le Diable, Gallimard
- Luther, Gallimard
- Calvin, traduction de Constantin Andronikoff, Gallimard, rééd. chez L’Œuvre en 2009
- Vie de Napoléon, traduction de Michel Dumesnil de Gramont Calmann-Levy Éditeurs 1930
- Toutânkhamon (La Naissance des dieux), traduction de Michel Dumesnil de Gramont et Victor Loupan
- Petite Thérèse
- Le Christ qui vient
- Jésus inconnu, L'Âge d'homme, 1995

Театрални постановки
- Петър I

Поезия
- Символи
- Свети Франциск от Асизи

Есета
- Les Causes de la décadence de la littérature russe
- De Jésus à nous (Paul et Augustin, François d'Assise, Jeanne d'Arc), traduction de Georges Tolstoï et Jean Chuzeville, Albin Michel, 1941
- Atlantide-Europe, le Mystère de l'Occident
- Les Mystères de l'Orient (Égypte-Babylone), traduction de Michel Dumesnil de Gramont, l'Artisan du Livre, 1927